# Folke Lind
Folke Lind (4 de abril de 1913 - morte desconhecidas) foi um futebolista sueco. Ele competiu na Copa do Mundo FIFA de 1938, sediada na França, na qual a seleção de seu país terminou na quarta colocação.